# Бондарев, Сергей Александрович
Серге́й Алекса́ндрович Бо́ндарев (род. 1 ноября 1980, Свердловск) — русский художник-живописец, график, скульптор. Участник российских и зарубежных выставок. Лауреат премии «ТОП 50. Самые знаменитые люди Петербурга» (2015).

## Биография
Сергей Александрович Бондарев родился 1 ноября 1980 года в Свердловске в театральной семье.
После окончания средней школы поступил в Свердловское художественное училище имени И. Д. Шадра, которое окончил в 1998 году по специальности «промышленная графика».
В 1998 году поступил в Уральскую архитектурно-художественную академию и в 2004 году успешно окончил обучение по специальности «художник-монументалист».

## Творческий путь
В 2005 году переезжает в Москву, где начинает работать иллюстратором и редактором в нескольких крупных глянцевых изданиях столицы.
В 2007 году создает собственный бренд одежды «Bearded Baby», работающий в стилистике «арт-плюс фэшн». Первую коллекцию презентует в Москве на Russian Fashion Week, где знакомится с художником Владиславом Мамышевым-Монро, который становится его другом и вдохновителем. Позднее они создадут совместный проект-перевоплощение.
В 2008 году вместе с Алексеем Анисимовым приезжает в Санкт-Петербург, где они создают Творческое Объединение КультуРРа, которое занимается продвижением творческих инициатив в области искусства и моды.
В 2009 году ТО «КультуРРа» открывает собственное пространство в ТД «Пассаж» на Невском проспекте. Там начинают проходить выставочные проекты, резиденции для художников, лекции, шоурумы, круглые столы и открывается концепт-стор русских дизайнеров «Пространство КультуРРа». За создание проекта в 2010 году Сергей номинируется на премию «ТОП-50 Самые известные люди Петербурга» и появляется на обложке журнала Собака.ru.
В 2013 году он возвращается к активным занятиям живописью и за год создает серию работ, которую презентует в ноябре 2014 года в музее Эрарта. С этого проекта начинается новый этап в творчестве художника. Известная испанская коллекция SOLO покупает несколько его живописных работ для собственного пространства в Мадриде. Американский портал о современном искусстве Artsy.net пишет редакционную статью о творчестве Сергея.
Летом 2015 года состоялась вторая большая персональная выставка «Первое свидание» на площадке петербургского филиала московского проекта Солянка, Битник. За выставку «Первое свидание» Сергей третий раз был номинирован на премию «ТОП-50. Самые известные люди Петербурга» и победил в номинации «Искусство».
В 2016 году Helsinki Fashion Week (Финляндия) приглашает Сергея Бондарева стать главным художником года и отвечать за визуальный ряд оформления всех событий в рамках финской недели моды. В том же году Бондарев получает предложение создать проект-коллаборацию с люксовым универмагом Au Pont Rouge (У Красного моста). Участие в арт-ярмарке Art Basel в Гонконге. Михайловский театр — театр оперы и балета в Санкт-Петербурге предлагает Сергею сотрудничество для создания афиш к опере Джакомо Пуччини «Богема».
В 2018 году начинает сотрудничество с известными московскими декораторами, дизайнерами интерьеров и консультантами по искусству, такими как Надежда Ананьева (NG gallery), Ирина Глик (Геометрия), Илья Гульянц (Elborn Studio), работы Сергея попадают в крупные дизайнерские проекты и на страницы журналов AD, Elle Decoration, myDecor и других. Заметным стал проект ресторана SAVVA от Аркадия Новикова в Отеле «Метрополь» (Москва) — для него известный ресторатор приобрел три живописных полотна Бондарева.
В 2021 году создает книгу-ретроспективу «Приключения Сусанны». Альбом посвящен 40-летнему юбилею художника и представляет собой условный отчет о сорока годах творческого пути художника. Рассказ о начале пути с самого рождения, становлении и обучении, выставочных проектах, основных темах творчества и вдохновении. Издание было презентовано в ноябре 2021 года.
В январе 2022 года по приглашению фонда Casa degli Artisti (Милан), художник приезжает на три месяца в Италию, где выполняет серию работ «Миланские Шуры».
В 2023 году часть написанных в Милане работ была представлена на выставке «Something New Something Borrowed» в галерее Serene Gallery (Лугано, Швейцария).
Живопись, графика и коллажи Сергея Бондарева находятся в частных коллекциях в России, Европе, США. Персональные и групповые выставки проходили в Москве, Санкт-Петербурге, Екатеринбурге, Ростове-на-Дону, Лугано (Швейцария).

## Персональные выставки
- 2009 — «Fashion Mutation», лофт-проект Этажи, Санкт-Петербург;

- 2011 — «Bearded Lady 97-79», Пространство КультуРРа, Санкт-Петербург;
- 2014 — «Мда…», музей современного искусства Эрарта, Санкт-Петербург[10][11][12];
- 2015 — «Первое свидание», Beatnik Gallery, Санкт-Петербург[13];
- 2016 — «Must have 2016», универмаг Au Pont Rouge, Санкт-Петербург[14][15];
- 2016 — «Поэтка», Kreutz Gallery, Санкт-Петербург[16][17][18];
- 2018 — «Chateau Perdu», Antonov Gallery, Екатеринбург;
- 2018 — «Лиловые леди», Orekhov Gallery, Москва;
- 2019 — «Лиловые леди 2», Orekhov Gallery, Москва;
- 2019 — «Анатомия скелета в шкафу», Antonov Gallery, Санкт-Петербург[19];
- 2019 — «Кривые зеркала», Antonov Gallery, Санкт-Петербург;
- 2022 — «В кафе танцующих огней», пространство CUBE Moscow, Москва[20][21];

## Групповые выставки
- 2015 — «12 стульев», ростовский региональный музей изобразительного искусства, Ростов-на-Дону;
- 2016 — «Полоски», M-Gallery, Ростов-на-Дону;
- 2016 — «Портреты счастливых людей», галерея Здесь на Таганке, Москва;
- 2017 — «Маленькое черное платье», M-Gallery, Ростов-на-Дону;
- 2018 — «Цирк, цирк, цирк!», ART4 Gallery, Москва;
- 2018 — «Джаз втроем», M-Gallery, Ростов-на-Дону;
- 2020 — «Кожаные ублюдки», Antonov Gallery, Санкт-Петербург;
- 2023 — «Something new, something borrowed», Serene Gallery, Лугано, Швейцария.

## Премии и награды
- Лауреат премии «ТОП 50. Самые знаменитые люди Петербурга» (2015)[1][2]